# Molophilus strix
Molophilus strix là một loài ruồi trong họ Limoniidae. Chúng phân bố ở miền Australasia.